# 兩岸三地
兩岸三地指位於廈門灣兩岸的中國大陸、港澳地區以及金門馬祖（金馬地區）三地，是描述海峽兩岸關係的術語之一。如果將港澳地區拆分成香港、澳門，則稱為兩岸四地。其相近概念為大中華，但二者不完全相等。這幾個地方是當今世界華人分布最為密集的區域。
香港、澳門是廣義「兩岸」的一部分，但是香港、澳門的政治地位特別，因此用「四地」來強調。香港、澳門曾經分別被英國、葡萄牙殖民統治，不被兩岸任何一方所控制，因此經常做為第三地擔當兩岸溝通的橋樑，成爲政治的緩衝地帶；兩岸的部分商談（如九二香港會談）也在香港進行。而在兩岸定期航線開通以前，港澳地區曾是兩岸航班往來的主要中轉地。兩岸直接通郵、通航以前，幾乎所有的郵件、人員、貨物都是經過香港轉駁。

## 各種簡稱
中港臺、陸港臺、港陸澳、陆港澳、臺港澳、港澳臺、港澳、中港、陸港、港臺、兩岸。這些簡稱中，“中”和“陆”指中國大陸，通常情況下未涵蓋香港、澳門，“港”指香港，“澳”指澳門。在中國大陸，常用「港澳台」來包含香港、澳門及台灣，港澳台會被區別於中國內地。在涉及地區關係或者時政的不穩定要素的場合時，澳門有時會被忽視或省略而稱作「港台」，對台工作由中央對臺工作領導小組及下屬的中共中央台灣工作辦公室負責處理。在臺灣，常用「中港澳」或「陸港澳」來指稱包含所有特別行政區在內的中華人民共和國實控領土，其相關事務由中華民國大陸委員會負責處理。

## 地區概况
| 通稱                        | 臺灣 （）                                                                                     | 中国大陆 （中、陆）                                                             | 香港 （港）                                                                   | 澳門 （澳）                                                                   |
| 國家或地區                  | 中華民國                                                                                      | 中华人民共和国                                                                  | 中華人民共和國 香港特別行政區                                                 | 中華人民共和國 澳門特別行政區                                                 |
| 中華民國 法律上的稱呼       | 臺灣地區 自由地區                                                                             | 大陸地區 淪陷地區                                                               | 港澳地區                                                                      | 港澳地區                                                                      |
| 中華人民共和國 法律上的稱呼 | 臺灣省（憲法稱謂） 臺灣地區（實務稱謂）                                                       | 中国大陆（對臺灣） 中国內地（對港澳） 中国                                      | 香港特別行政區                                                                | 澳門特別行政區                                                                |
| 國旗/區旗                   |                                                                                               |                                                                                 |                                                                               |                                                                               |
| 國徽/區徽                   |                                                                                               |                                                                                 |                                                                               |                                                                               |
| 国花/区花                   | 梅花                                                                                          | 無                                                                              | 洋紫荆                                                                        | 莲花                                                                          |
| 國歌（及国旗歌）            | 《中華民國國歌》 《中華民國國旗歌》                                                           | 《義勇軍進行曲》                                                                | 《義勇軍進行曲》                                                              | 《義勇軍進行曲》                                                              |
| 首都                        | 臺北市                                                                                        | 北京市                                                                          | 北京市                                                                        | 北京市                                                                        |
| 政府總部所在地              | 臺北市                                                                                        | 北京市                                                                          | 金鐘添馬                                                                      | 南灣                                                                          |
| 重要紀念日                  | 1911年10月10日 （國慶日）                                                                     | 1949年10月1日 （国庆节）                                                        | 1949年10月1日 （国庆节）                                                      | 1949年10月1日 （国庆节）                                                      |
| 重要紀念日                  | 1912年1月1日 （開國紀念日） 1947年12月25日 （行憲紀念日）                                     | 1982年12月4日 （國家憲法日）                                                    | 1997年7月1日 （特區成立紀念日）                                               | 1999年12月20日 （特區成立紀念日）                                             |
| 官方語言                    | 中華民國國語 （事實上）                                                                       | 普通話 （國家通用語言）                                                         | 粵語、英語、普通話                                                            | 粵語、葡萄牙語、普通話                                                        |
| 官方文字                    | 正體中文、原住民族語言書寫系統                                                                | 规范汉字 （簡體中文）                                                           | 中文、英文                                                                    | 中文、葡萄牙文                                                                |
| 政府                        | 中華民國政府                                                                                  | 中華人民共和國政府                                                              | 香港特別行政區政府                                                            | 澳門特別行政區政府                                                            |
| 憲法                        | 《中華民國憲法》                                                                              | 《中華人民共和國憲法》                                                          | 《中華人民共和國憲法》                                                        | 《中華人民共和國憲法》                                                        |
| 其他憲制文件                | 《中華民國憲法增修條文》                                                                      | 無                                                                              | 《中華人民共和國香港特別行政區基本法》                                        | 《中華人民共和國澳門特別行政區基本法》                                        |
| 法系                        | 歐陸法系 （基於德國民法典、日本法律）                                                         | 社会主义法系 （事实上為基於德法民法典的歐陸法系）                               | 英美法系 （基於英格蘭法律制度）                                               | 歐陸法系 （基於葡萄牙民事法）                                                 |
| 最高領導人                  | 總統：賴清德                                                                                  | 中共中央总书记：习近平                                                          | 中共中央总书记：习近平                                                        | 中共中央总书记：习近平                                                        |
| 國家元首                    | 總統：賴清德                                                                                  | 国家主席：习近平                                                                | 国家主席：习近平                                                              | 国家主席：习近平                                                              |
| 行政機關                    | 行政院                                                                                        | 国务院 （即中央人民政府）                                                       | 行政會議                                                                      | 行政會                                                                        |
| 政府首腦                    | 行政院院長：卓榮泰                                                                            | 國務院總理：李強                                                                | 行政長官：李家超                                                              | 行政長官：岑浩辉                                                              |
| 立法機關                    | 立法院                                                                                        | 全國人民代表大會 （及其常务委员会）                                             | 立法會                                                                        | 立法會                                                                        |
| 議會議長                    | 立法院院長：韓國瑜                                                                            | 全國人大常委會委員長：赵乐际                                                    | 立法會主席：梁君彥                                                            | 立法會主席：高開賢                                                            |
| 執政黨或执政联盟            | 民主進步黨                                                                                    | 中国共产党                                                                      | 建制派                                                                        | 建制派                                                                        |
| 主要其他黨派                | 中國國民黨 · 臺灣民眾黨                                                                       | 八个民主党派                                                                    | 非建制派                                                                      | 民主派                                                                        |
| 政黨政治                    | 兩黨制                                                                                        | 中国共产党领导的多党合作和政治协商制度                                          | 多黨制                                                                        | 多黨制                                                                        |
| 司法機關                    | 司法院 （憲法法庭、最高法院、最高行政法院、懲戒法院） 最高檢察署 法務部                       | 最高人民法院 最高人民检察院 司法部                                              | 香港特別行政區終審法院 香港特別行政區政府律政司                               | 澳門特別行政區終審法院 澳門特別行政區檢察院                                   |
| 司法首長                    | 司法院院長：謝銘洋（代理） 最高法院院長：高孟焄 法務部部長：鄭銘謙 最高檢察署檢察總長：邢泰釗 | 最高人民法院院長：張軍 最高人民檢察院檢察長：应勇 司法部部長：贺荣              | 香港終審法院首席法官：張舉能 香港律政司司長：林定國                           | 澳門終審法院院長：宋敏莉 澳門檢察院檢察長：陳子勁                             |
| 違憲審查解釋權              | 司法院憲法法庭                                                                                | 全国人民代表大会常务委员会                                                      | 終審法院；如非自治事務，由終審法院請全国人大常委会解释基本法                  | 終審法院；如非自治事務，由終審法院請全国人大常委会解释基本法                  |
| 監察機關                    | 監察院                                                                                        | 国家监察委员会                                                                  | 廉政公署                                                                      | 廉政公署                                                                      |
| 審計機關                    | 監察院審計部                                                                                  | 中央审计委员会 （审计署）                                                       | 審計署                                                                        | 審計署                                                                        |
| 武装力量                    | 中華民國國軍                                                                                  | 中国人民解放军 中国人民武装警察部队                                             | 中國人民解放軍駐香港部隊                                                      | 中國人民解放軍駐澳門部隊                                                      |
| 軍事統帥權                  | 總統：賴清德                                                                                  | 中央军事委员会主席：习近平                                                      | 中央军事委员会主席：习近平                                                    | 中央军事委员会主席：习近平                                                    |
| 軍事領導機關                | 中華民國國防部                                                                                | 中央军事委员会                                                                  | 中央军事委员会                                                                | 中央军事委员会                                                                |
| 國家安全機關                | 國家安全會議                                                                                  | 中央国家安全委员会 （国家安全部）                                               | 香港特別行政區維護國家安全委員會 （香港警务处国家安全处）                     | 澳門特別行政區維護國家安全委員會                                              |
| 公安机关                    | 警政署                                                                                        | 公安部                                                                          | 保安局                                                                        | 保安司                                                                        |
| 警察                        | 中華民國警察                                                                                  | 中华人民共和国人民警察                                                          | 香港警察                                                                      | 澳門警察                                                                      |
| 法定貨幣                    | 新台幣                                                                                        | 人民幣                                                                          | 港幣                                                                          | 澳門幣                                                                        |
| 貨幣管理機構                | 中華民國中央銀行                                                                              | 中國人民銀行                                                                    | 香港金融管理局                                                                | 澳門金融管理局                                                                |
| 選舉事務主管機構            | 中華民國中央選舉委員會                                                                        | 全國人民代表大會常務委員會                                                      | 選舉管理委員會 （選舉事務處）                                                 | 選舉管理委員會                                                                |
| 道路通行方向                | 右行左舵                                                                                      | 右行左舵                                                                        | 左行右舵                                                                      | 左行右舵                                                                      |
| 國家和地區奧委會            | 中華奧林匹克委員會                                                                            | 中國奧林匹克委員會                                                              | 中國香港體育協會暨奧林匹克委員會                                              | 中國澳門體育暨奧林匹克委員會                                                  |
| 奧運會代表團                | 奧林匹克運動會中華台北代表團                                                                  | 奧林匹克運動會中國代表團                                                        | 奧林匹克運動會中國香港代表團                                                  | 無                                                                            |
| 兩岸事務處理機構            | 中华民国大陆委员会 海峡交流基金会                                                             | 中共中央台湾工作办公室 海峡两岸关系协会                                         | 中共中央台湾工作办公室 海峡两岸关系协会                                       | 中共中央台湾工作办公室 海峡两岸关系协会                                       |
| 外交機構                    | 中華民國外交部                                                                                | 中華人民共和國外交部                                                            | 中華人民共和國外交部駐香港特別行政區特派員公署                                | 中華人民共和國外交部駐澳門特別行政區特派員公署                                |
| 護照                        | 中華民國護照                                                                                  | 中華人民共和國護照                                                              | 香港特別行政區護照                                                            | 澳門特別行政區護照                                                            |
| 護照簽發機構                | 外交部領事事務局                                                                              | 国家移民管理局                                                                  | 入境事務處                                                                    | 身份證明局                                                                    |
| 國籍法                      | 中華民國國籍法 （含無戶籍國民）                                                               | 中華人民共和國國籍法 （含全国人大常委会关于国籍法在香港、澳门实施的特別解释）   | 中華人民共和國國籍法 （含全国人大常委会关于国籍法在香港、澳门实施的特別解释） | 中華人民共和國國籍法 （含全国人大常委会关于国籍法在香港、澳门实施的特別解释） |
| 標準時間                    | 國家標準時間                                                                                  | 北京時間                                                                        | 香港時間                                                                      | 澳門標準時間                                                                  |
| 居留权                      | 中華民國居留證 台灣戶籍制度                                                                   | 中华人民共和国户籍                                                              | 香港居留權 香港永久性居民                                                     | 澳門居留權 澳門永久性居民                                                     |
| 管轄範圍地圖                | 深綠：中華民國政府實際統治區域 淺綠：中華民國法律涉及的主張領土但未實際統治的「大陸地區」     | 深綠：中華人民共和國政府實際統治區域 淺綠：中华人民共和国主张但未實際統治的區域 | 香港特别行政区在中华人民共和国的位置                                          | 澳门特别行政区在中华人民共和国的位置                                          |
| 行政區劃地圖                |                                                                                               |                                                                                 |                                                                               |                                                                               |
| 疆域地圖                    |                                                                                               |                                                                                 |                                                                               |                                                                               |

## 自由民主指數
以下為自由指数列表所列出的4大主流自由民主指標的兩岸三地分數，包含：自由之家發布之世界自由度指數、傳統基金會發布之經濟自由度指數、無國界記者組織發布之新聞自由指數、經濟學人資訊社發布之民主指數。

### 評級
| 指數           | 臺灣                         | 中国大陆                       | 香港                           | 澳門                           | 備註                                           |
| -------------- | ---------------------------- | ------------------------------ | ------------------------------ | ------------------------------ | ---------------------------------------------- |
| 世界自由度指數 | 自由 （94分；第18名）        | 不自由 （9分；第191名）        | 部分自由 （42分；第132名）     | 部分自由                       | 2023年報告評比210個政體， 分數介於0分－100分。 |
| 經濟自由度指數 | 自由 （80.7分；第4名）       | 受到壓制 （48.3分；第154名）註 | 受到壓制 （48.3分；第154名）註 | 受到壓制 （48.3分；第154名）註 | 2023年報告評比176個政體， 分數介於0分－100分。 |
| 新聞自由指數   | 令人滿意 （75.54分；第35名） | 非常嚴重 （22.97分；第179名）  | 困難 （44.86分；第140名）      | 困難                           | 2023年報告評比180個政體， 分數介於0分－100分。 |
| 民主指數       | 完全民主 （8.99分；第10名）  | 專制政權 （1.94分；第156名）   | 混合政權 （5.28分；第88名）    | 混合政權                       | 2022年報告評比167個政體， 分數介於0分－10分。  |

- 註：《經濟自由度指數》原本對中国統治的香港與澳門兩特别行政区視為獨立經濟體而有獨立評分。但自2021年起將兩地視為中國的城市，不再擁有獨立評級。

## 世界大学排名
以下为据2024年度QS世界大学排名列出世界前百的兩岸三地大学；2012年度则依据泰晤士高等教育世界大学排名：
| 排名 | 世界排名 （2012年排名） | 大学         | 地區與城市   | 大学联盟                                              |
| ---- | ----------------------- | ------------ | ------------ | ----------------------------------------------------- |
| 1    | 17（49）                | 北京大学     | 中国大陆北京 | 国际研究型大学联盟、AEARU、APRU                       |
| 2    | 25（71）                | 清华大学     | 中国大陆北京 | 东亚研究型大学协会（AEARU）、环太平洋大学联盟（APRU） |
| 3    | 26（34）                | 香港大学     | 香港         | Universitas 21（U21）、英联邦大学协会（ACU）、APRU    |
| 4    | 44（301）               | 浙江大学     | 中国大陆杭州 | APRU、ASRTU                                           |
| 5    | 47（151）               | 香港中文大学 | 香港         | ACU、APRU                                             |
| 6    | 50（226）               | 复旦大学     | 中国大陆上海 | U21、AEARU、APRU                                      |
| 7    | 51（301）               | 上海交通大学 | 中国大陆上海 | U21、APRU、ASRTU                                      |
| 8    | 60（62）                | 香港科技大学 | 香港         | AEARU、APRU、中俄工科大学联盟（ASRTU）                |
| 9    | 65（251）               | 香港理工大学 | 香港         | ASRTU                                                 |
| 10   | 69（154）               | 國立臺灣大學 | 臺灣臺北     | AEARU、APRU                                           |
| 11   | 70（193）               | 香港城市大学 | 香港         | ASRTU                                                 |